# Наместі Миру (станція метро)
50°04′31″ пн. ш. 14°26′15″ сх. д. / 50.07528° пн. ш. 14.43750° сх. д.
Наместі Миру (чеськ. Náměstí Míru, Площа Мира) — станція Празького метрополітену. Розташована між станціями «Музеум» і «Їржиго з Подєбрад». Була відкрита 12 серпня 1978 року у складі пускової дільниці лінії A. До 19 грудня 1980 року станція була кінцевою. Розташовується у районі Виногради, під вулицеї Корунні.
Вихід на поверхню, до однойменної площі, здійснюється через підземний вестибюль, з'єднаний з платформою довжелезним в Євросоюзі ескалатором (довжиною 87 метрів).
На будівництво станції було витрачено 303 млн чехословацьких крон. У перспективі планується спорудити перехід на однойменну станцію лінії D.

## Цікаві місця поряд із станцією
На площі, де розташовується вхід на станцію, знаходиться Храм Святої Людмили, зведений в за проектом Йосефа Моцкер в кінці XIX століття.

## Характеристика
Конструкція станції — пілонна трисклепінна глибокого закладення (глибина - 52 м) з однією острівною платформою.
Склепіння станції оформлені плитками з анодованого алюмінію золотистого і синього кольорів, колони облицьовані неіржавної сталлю.

## Колійний розвиток
Станція з колійним розвітком. У бік станції «Музеум» від обох колій прямує ССГ на лінію А, до станції «І. П. Павлова». В напрямку до станції «Їржиго з Подєбрад» знаходиться пошёрстний з'їзд, який використовувався для обороту поїздів, коли станція була кінцевою.